# Water, aarde, lucht
Water, aarde, lucht is een kunstwerk in Amsterdam-Zuid.
Het is een stenen reliëf van Jan Meefout, dat hijzelf heeft uitgebeiteld aan een losstaande zuil nabij de Nieuwe Meersluis. Het was een opdracht van de gemeente Amsterdam; het zou Meefouts grootste opdracht blijven. Meefout schetste eerst het ontwerp. Hij tekende een zwemmende mens tussen vissen (water), een mensenfiguur stevig op de grond staande (aarde) en een vliegende mens tussen vogels (lucht). Daarna maakte hij een model in klei en daarna in gips. Om tot uitwerking te komen werd door middel van een hijsbok een groot blok muschelkalk op zijn huidige plaats getakeld en vastgemetseld. Daarna moest Meefout ongeveer twee jaar hakken om het beeld voltooid te krijgen. Daartoe werd een kleine werkplaats tegen de bakstenen muur geplaatst. Aan de bovenzijde van het beeld bevindt zich het jaartal "1957".
De achtergrondmuur heeft te lijden onder zoutschade.

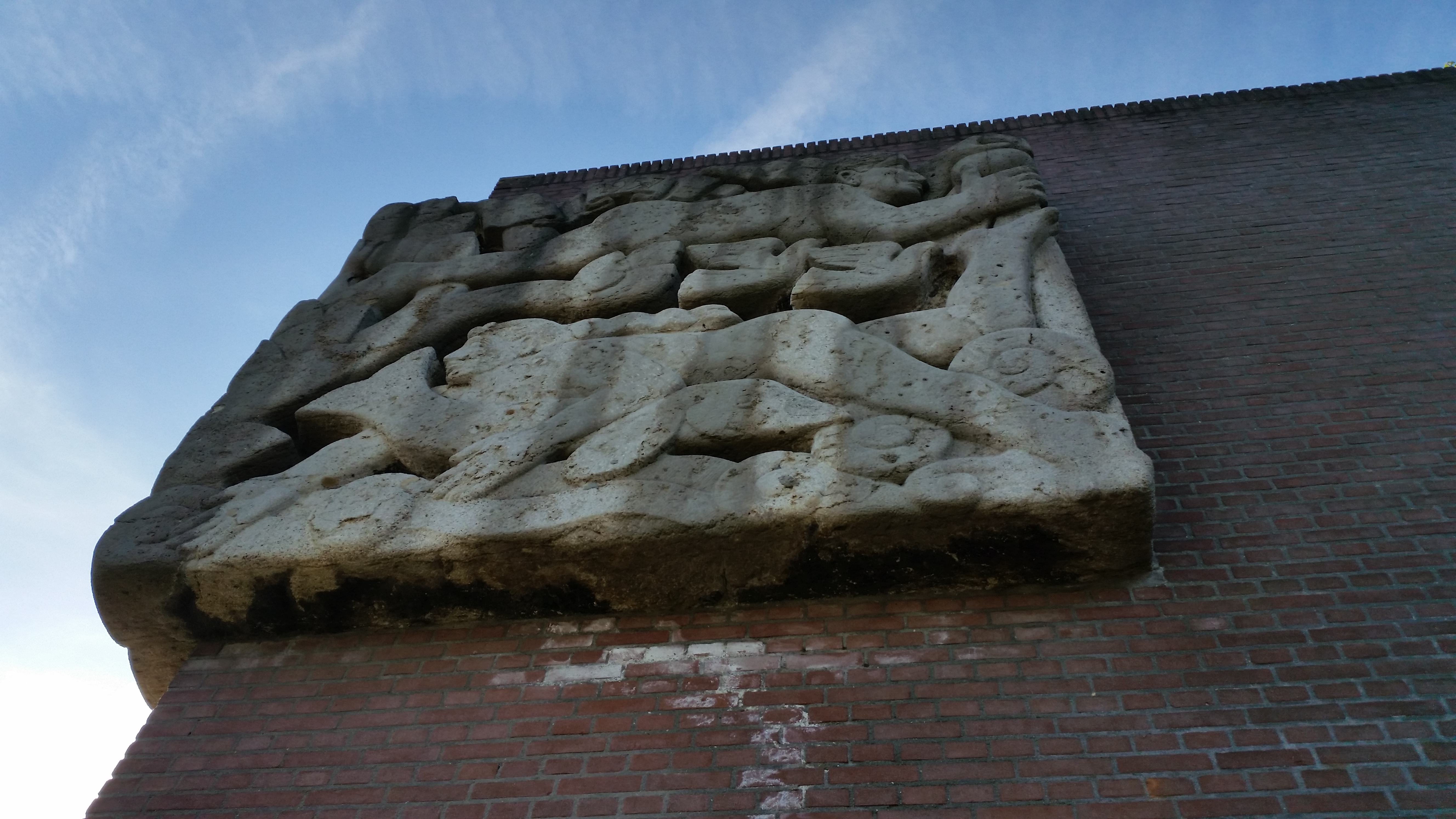
Water (vissen) en lucht (vogels) (oktober 2018)